# 분견대
분견대(分遣隊, 프랑스어: détachement), 파견대(派遣隊)는 특정한 작전이나 임무를 위해 일시적으로 본래 지휘계통에서 벗어나 독립적인 행동하는 군사 조직이다. 미국 육군에서는 대대 이하 규모의 영구적인 분견대가 존재하기도 하는데, 미국의 델타포스가 대표적이다.